# Chiesa di Sant'Ambrogio (Buddusò)
La chiesa di Sant'Ambrogio è un edificio religioso situato a Buddusò, centro abitato della Sardegna centrale.

Edificata nel diciassettesimo secolo, è consacrata al culto cattolico e fa parte della parrocchia di Santa Anastasia, diocesi di Ozieri.